# مانويل فرنانديز (لاعب هوكي الحقل)
مانويل فرنانديز (بالإسبانية: Manuel Fernández)‏ هو لاعب هوكي الحقل مكسيكي، ولد في 6 مارس 1948.

## وصلات خارجية
- مانويل فرنانديز على موقع أوليمبيديا (الإنجليزية)